# Frost God (EP av Yung Lean)
Frost God är det andra mixtapen av den svenska artisten Yung Lean. Mixtapen utgavs den 14 december 2016 av YEAR0001. Låtarna i albumet producerades av Gud, D33J, Shlohm, Acea och Whitearmor.

## Låtlista
Alla låtar är skrivna och komponerade av Yung Lean. 
| Nr           | Titel                                 | Producent(er)     | Längd |
| ------------ | ------------------------------------- | ----------------- | ----- |
| 1.           | Back at It                            | Gud               | 1:56  |
| 2.           | Hop Out (feat. Luckaleannn)           | D33J & Shlohmo    | 2:45  |
| 3.           | Hennessy & Sailor Moon (feat. Bladee) | Acea              | 4:14  |
| 4.           | Cashin (feat. Adamn Killa)            | Whitearmor        | 3:46  |
| 5.           | Crystal City (feat. ASAP Ferg)        | Woesum & Acea     | 4:05  |
| 6.           | Kirby                                 | Whitearmor & Acea | 2:23  |
| 7.           | Head 2 Toe (feat. Bladee)             | Whitearmor & Acea | 3:17  |
| 8.           | Get It Back                           | Whitearmor        | 2:30  |
| Total längd: | Total längd:                          | Total längd:      | 25:00 |